# Варшавер, Юрий Маркович
Ю́рий Ма́ркович Варша́вер (псевдоним — Ю́рий Щегло́в; 6 декабря 1932, Харьков — 5 января 2006, Леониха, Московская область) — русский советский писатель, журналист.
В 1957 году окончил филологический факультет МГУ им. М. В. Ломоносова. C 1978 года член Союза писателей СССР, член Союза писателей Москвы. Работал в редакции Литературной газеты.

## Биография
Родился 6 декабря 1932 года в Харькове в семье горного инженера, окончившего ещё и исторический факультет Киевского университета, и школьной учительницы. В период сталинского правления очень многие в этой семье пострадали от репрессий. Отец Марк Израилевич Гальперин был арестован 3 января 1938 года в Кадиевке и обвинён в КРТД (контрреволюционной троцкистской деятельности). Несмотря на избиения и тюремные унижения он не подписал ни одного документа, который возводил бы напраслину на него самого и людей, причастных к сфабрикованному делу, о чём свидетельствует приговор суда от 20 апреля 1939 года. Выпущенный на свободу в так называемую «бериевскую весну», отец в конце июня 1941 года ушёл на фронт. Был награждён орденом и медалями. После войны работал в Министерстве топливной промышленности. Умер 2 февраля 1953 года на пороге здания ЦК КП(б)У, когда волна повторных репрессий докатилась и до него. Старший брат отца Александр Израилевич Гальперин расстрелян по делу Сергея Сырцова, председателя Совнаркома РСФСР и председателя Высшего экономического совета. Старшая сестра отца Любовь Гальперина была заключена в концлагерь, а её муж Борис Володарский расстрелян. Муж сестры матери профессор Константин Петрович Ярошевский и сама сестра Люция Моисеевна Варшавер отбыли более 10 лет в концлагерях.
Судьба семьи и война сформировали мировоззрение будущего автора. Историческая правда и свидетельские материалы интересовали его со школьных лет. «Другая сторона моих интересов, — писал Юрий Щеглов в частной переписке, — война. Я весь вышел из войны, из военного детства, частично эвакуационного, иногда мне кажется, что я сам война. Таким, какой я есть — меня сделала война. Кроме прошлого, кроме войны, у меня ничего не было». В последние дни перед сдачей Киева мать с двумя детьми: сыном Юрой и племянницей Надей (дочерью находящихся в ссылке К. П. Ярошевского и Л. М. Варшавер) — была эвакуирована сначала в Уфу, потом в Семипалатинск и Ташкент. Эвакуация стала возможной благодаря стараниям младшей сестры матери — режиссёра Театра имени Ивана Франко Шарлотты Моисеевны Варшавер, бывшей в то время женой драматурга Александра Корнейчука. В Киев они возвратились вскоре после его освобождения в 1944 году.
В 1952 году Юрий Щеглов поступил в Томский университет на историко-филологический факультет, затем перевёлся в Московский университет, в котором и завершил образование. Работал в «Медицинской газете» и в «Литературной газете».
Первая повесть «Когда отец ушёл на фронт» («Божья травка») была опубликована в «Новом мире» А. Т. Твардовского в 1969 году. После разгрома «Нового мира» автора в течение семи лет не печатали. Повести «Когда отец ушёл на фронт» и «Пани Юлишка» вышли в свет в 1976 году в «Советском писателе». Вместе с повестью «Триумф» (1986) они составляют трилогию о военном детстве.
В 1978 году по рекомендации Ю. В. Трифонова, Ф. А. Искандера и Л. А. Аннинского был принят в Союз писателей.
Автор повестей «Поездка в степь» (1980), «Жажда справедливости» (1986), двух повестей о пушкинских временах и событиях вокруг дуэли: «Святые горы», и «Небесная душа» (1989), а также исторических романов «Сиятельный жандарм» (2001), «Вельможный кат» (2003) и исторического повествования «Вернопреданный» (2004). Три последние работы составляют серию «Непопулярные люди» (А. Х. Бенкендорф, Малюта Скуратов, К. П. Победоносцев). В журнале «Континент» были опубликованы «В окопах Бабьего Яра» (2002) и «Перед Нюрнбергом…» (2004, отрывок из неопубликованного романа «Украденная жизнь»), в «Новом журнале» — эссе «Фонарь» («Белые ночи Добужинского и Достоевского») (2004).
Последняя опубликованная в 2004 году работа — историко-филологический роман «Еврейский камень, или Собачья жизнь Эренбурга». Неопубликованные работы: исторические романы «Неосвещенная страна» (о генерале А. А. Власове, судьбе пленных советских солдат, еврейском гетто на станции Жмеринка) и «Украденная жизнь» — «жёсткая, а часто и жестокая правда прежде всего о себе, о нашей жизни, о тяжёлом бремени сталинщины»; очерки о художниках Л. С. Баксте, В. А. Серове и других. Очерки о художниках П. Д. Корине и С. А. Чуйкове печатались в журнале «Москва».
Скончался 5 января 2006 года. Похоронен на кладбище села Леониха Щёлковского района Московской области.

### Семья
- Первым браком был женат на поэтессе Юнне Мориц.
- Во второй раз женился в 1964 году на переводчице С. А. Медниковой.
  - дочь Лика (род. 1971).